# J. A. Dias Lopes
J. A. Dias Lopes, nascido José Antônio de Vargas Dias Lopes (Dom Pedrito, 27 de março de 1943), é escritor e jornalista gastronômico brasileiro.
Bacharel em jornalismo pela Pontifícia Universidade Católica do Rio Grande do Sul (PUC-RS) de Porto Alegre, mudou-se em 1968 para São Paulo, onde passou a exercer a profissão. Trabalhou 23 anos na revista Veja, de São Paulo, exercendo os cargos de repórter, redator, editor-assistente e editor. Foi correspondente internacional em Roma, onde residiu durante três anos.
Recebeu diversos prêmios pelo seu trabalho como jornalista, incluindo dois Esso, o mais importante do Brasil na época, em 1982 e 1986. De 1991 a 2009 foi diretor de redação da revista GULA, especializada em enogastronomia. 
Em 2010 tornou-se colunista gastronômico do jornal O Estado de S. Paulo, assinando por dez anos no caderno Paladar a coluna O Melhor de Tudo, posteriormente intitulada Histórias da Mesa.
Escreve regularmente na revista GULA da Tecedeira Editora e Propaganda, de São Paulo – SP, a na Revista de Vinhos, do Grupo Essência do Vinho, do Porto, em Portugal.

## Distinções
Em 2013, J. A. Dias Lopes foi eleito Personalidade do Ano da Gastronomia do Brasil, pela revista WINE – Essência do Vinho, de Portugal..
Recebeu o Prix de la Littérature Gastronomique 2018, da Academia Brasileira de Gastronomia - ABG, pelo conjunto da obra.
Foi eleito Personalidade da Gastronomia pela edição de Comer e Beber 2024-2025 da revista Veja São Paulo  (Editora Abril, São Paulo, SP).
Receberá em agosto de 2025 o título de Cidadão Paulistano e Diploma de Gratidão outorgado pela Câmara Municipal de São Paulo sob a justificativa 
“O presente Projeto de Decreto Legislativo tem como finalidade conceder ao Sr. José Antônio de Vargas Dias Lopes a outorga do Título de Cidadão Paulistano e Diploma de Gratidão da Cidade de São Paulo em reconhecimento à sua relevante trajetória no jornalismo e na valorização da cultura gastronômica brasileira, especialmente da cidade de São Paulo".

## Obras
- A Canja do Imperador, Companhia Editora Nacional, SP, 2004, com o mesmo conteúdo histórico-culinário das crônicas no Paladar.[6]
- A Rainha que Virou Pizza, Companhia Editora Nacional, SP, 2007.[7]
- O País das Bananas, Companhia Editora Nacional, SP, 2014, com oitenta crônicas brasileiras.
- Massa! Mangia Che ti Fa Felice, Editora Melhoramentos, SP, 2016.
- Arroz! Assim Cozinha a Humanidadee, Editora Melhoramentos, SP, 2017.
- Sanduíche! Impossível Resistir a Essa Tentação, Editora Melhoramentos, SP, 2018.
- O Churrasco - Histórias e Receitas de Churrasco, Edição NB Steak, SP. 2017
- Giro D'Italia - Uma Pela Enogastronomia Das 20 Regiões Do País, Editora Ânfora, SP. 2019
- Bacalhau - As Melhores Receitas e Suas Histórias, Editora Melhoramentos, SP.2019
- Oriundi – Histórias e Receitas da Cozinha Ítalo-Brasileira de São Paulo – (Edição do Colégio Dante Alighieri, São Paulo, SP, 2022).
- Os Delírios de Dom Quixote – Andanças, Duelos e Comidas do Genial Cavaleiro Andante (Edição Grupo Rubaiyat, São Paulo, SP 2025)